# Erich Reinhardt
Carl Erich Reinhardt (* 28. April 1897 in Berlin; † 24. September 1968 ebenda) war ein deutscher Politiker (SPD).
Erich Reinhardt, Sohn eines Versicherungsbeamten, legte das Abitur ab, wurde 1915 im Ersten Weltkrieg eingezogen und kehrte 1919 als Schwerkriegsbeschädigter zurück. Er besuchte eine Handelshochschule und studierte an einer Universität. 1924 wurde Reinhardt Direktor einer Versicherungsmaklerfirma. Ab 1934 war er selbständiger Versicherungskaufmann.
Nach dem Zweiten Weltkrieg trat Reinhardt 1946 der SPD bei. Bei der Berliner Wahl 1958 wurde er in die Bezirksverordnetenversammlung im Bezirk Steglitz gewählt. Da Otto Sperling (1902–1985) zum Bezirksstadtrat in Steglitz gewählt wurde, rückte Reinhardt im Januar 1961 in das Abgeordnetenhaus von Berlin nach.